# Sinagoga di Nizza Monferrato
La sinagoga di Nizza Monferrato, oggi smantellata, sorgeva a Nizza Monferrato in piazza del Municipio, nel palazzo De Benedetti. Il palazzo De Benedetti fu costruito nel secolo XIX, mentre la sinagoga, preesistente, era nel Ghetto, oggi via D'Azeglio.
Come tipico delle sinagoghe di ghetto, l'edificio di culto non era in alcun modo riconoscibile dall'esterno, nascosto all'interno del palazzo De Benedetti. Dopo l'emancipazione del 1848, il rapido declino demografico della comunità portò ai primi del Novecento alla chiusura del luogo di culto, che fu smantellato già nel 1937. Gli arredi furono trasportati alla sinagoga di Alessandria, dove si trovano tuttora. Il palazzo De Benedetti è stato recentemente restaurato ma niente rimane in loco a ricordo della sinagoga.